# Museum Juden in Lettland

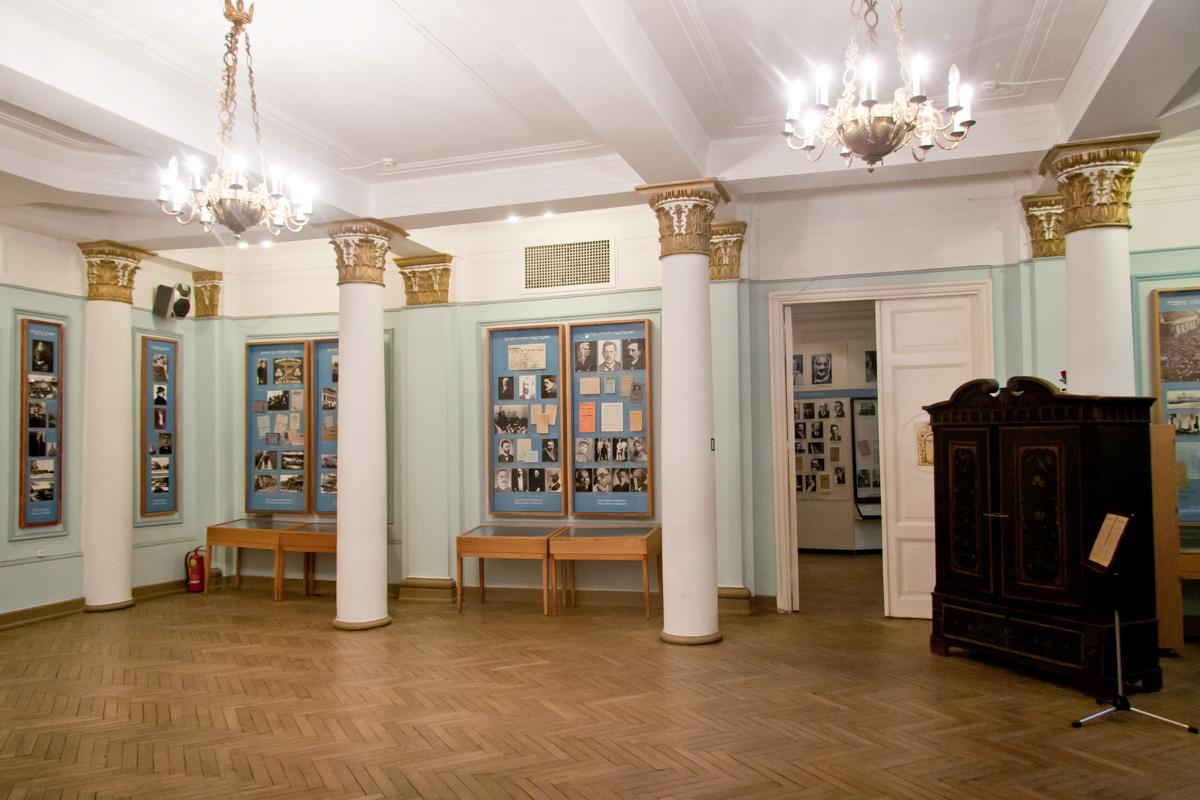
Museum „Juden in Lettland“

Das Museum „Juden in Lettland“ (lett.: Muzejs „Ebreji Latvijā“) befindet sich in Riga. Die Hauptaufgaben des Museums sind die Erforschung und Popularisierung der Geschichte der Juden in Lettland. Auch das Sammeln und Aufbewahren aller möglichen Fundstücke und Dokumente über die Gemeinschaft der lettischen Juden von den Anfängen bis heute gehört zu den Aufgaben. Das Museum wurde 1989 eröffnet. Es ist eines der Bestandteile der lettischen jüdischen Gemeinde und eines der wenigen durch den Staat anerkannten privaten Museen in Lettland.

## Geschichte
Das Museum wurde 1989 von Holocaust-Überlebenden unter der Leitung des Historikers Marģers Vestermanis gegründet. Er und seine Helfer begannen mit einem Archiv und einem Dokumentationszentrum. 1996 wurde eine erste kleine permanente Ausstellung eröffnet, die auf großes Interesse stieß. Das derzeitige Museum umfasst drei Ausstellungssäle und präsentiert die Geschichte der lettischen Juden seit dem 16. Jahrhundert bis zum Jahr 1945. Im Museum finden aber auch Bildungsprogramme, Vorlesungen und andere kulturelle Veranstaltungen statt.

## Ausstellung
Die Ausstellung besteht aus drei Teilen: die Anfänge des Judentums in Lettland bis 1918, die Juden in Lettland in den Jahren 1918 bis 1941 und die Juden während der NS-Besatzung. Sie gibt einen Eindruck in das soziale, wirtschaftliche, politische, geistige und religiöse Leben, den rechtlichen Status des Judentums sowie die Teilnahme an verschiedenen historischen Ereignissen in Lettland. Der dritte Saal ist den tragischen Ereignissen des Holocaust auf lettischem Gebiet gewidmet. Ein spezielles Kapitel ist den Ehrentaten der lettischen Bürger gewidmet, die die komplette Vernichtung des Judentums in Lettland verhinderten.

## Gebäude

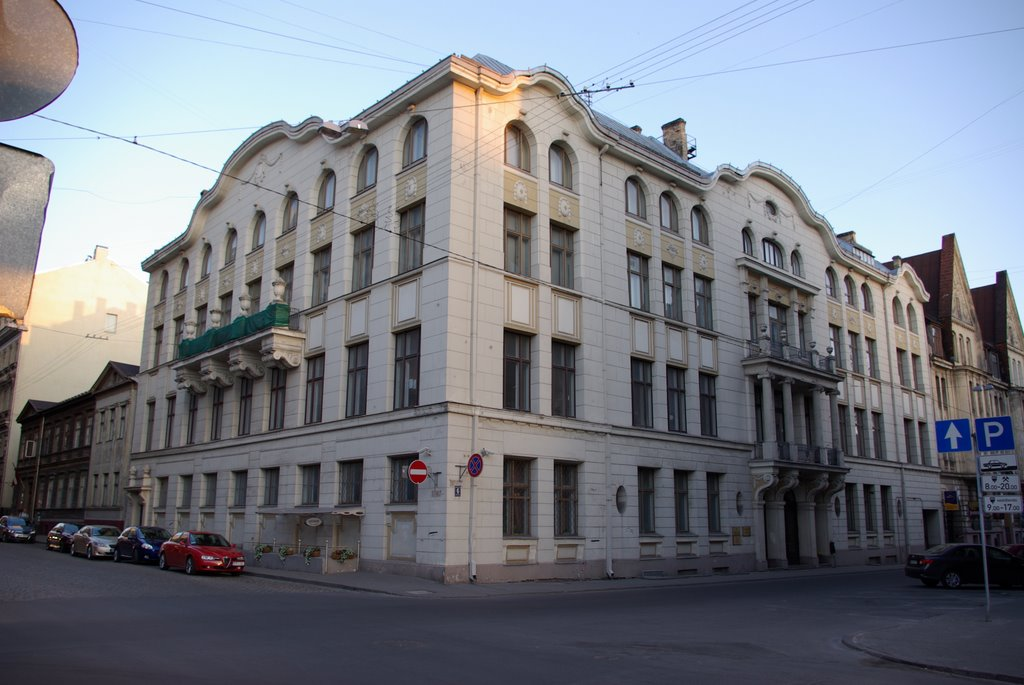
Das Gebäude der Jüdischen Gemeinschaft und des Museums

Das Museum befindet sich im historischen Gebäude der jüdischen Gemeinde in Riga in der Skolas Straße 6. Es wurde 1913/14 nach Plänen der Architekten Edmund von Trompowsky und Paul Mandelstam gebaut. Hier befand sich der Jüdische Club und das Theater. 1926 begann die jüdische Theatergruppe Habimah mit den Proben und Aufführungen, für diesen Zweck wurde das Gebäude umgebaut. Im Gebäude befanden sich auch die Büros verschiedener öffentlicher Organisationen und die jüdische Bibliothek. Hier wurden oft jüdische Feiern organisiert, darunter Hochzeiten, Vorträge, Ausstellungen und Tagungen. In den Jahren der Besetzung Lettland durch die Nazis, 1941–1944, war hier ein Offizierskasino für deutsche Offiziere.
Während der Zeit der Sowjetunion wurde das Gebäude dann zu einem Haus der politischen Bildung umfunktioniert. Verschiedene ideologische Veranstaltungen sowie Kongresse der Kommunistischen Partei wurden hier abgehalten. Nach der Wiedererlangung der lettischen Unabhängigkeit wurde dieses historisch wichtige Gebäude Anfang der 1990er Jahre der Jüdischen Gemeinde Riga zurückgegeben. Es steht unter Denkmalschutz.

## Sammlung des Museums
Die Sammlung des Museums ist das Fundament, auf das sich Ausstellungen und Forschungen stützen. Rund 14.000 Einzelobjekte sind im Besitz des Museums: Dokumente, Fotos, Bücher und andere Objekte (Stand 2022). Von diesen bilden etwa 5000 den Hauptbestand, welcher in die Nationale Sammlung der Museen Lettlands aufgenommen ist. Ausstellungsstücke aus dem 19. und 20. Jahrhundert, etwa Familienfotos und Materialien verschiedener jüdischer Organisationen, legen ein besonderes Augenmerk auf die Kriegszeit. Leihgebern, die wichtige kulturhistorische Materialien in privaten Archiven aufbewahren, kommt große Bedeutung bei der Erweiterung der Ausstellung zu. Zudem verfügt das Museum über Hunderte von Tonaufnahmen mit lebensgeschichtlichen Zeugnissen lettischer Juden in lettischer, jiddischer und russischer Sprache. Mit Hilfe des Museums werden diese Materialien Wissenschaftlern und anderen Interessierten zugänglich gemacht.